# 티삼스
티삼스는 대한민국의 록 그룹이다. 대표곡으로는 <매일 매일 기다려>가 있다. 현재 그룹은 해체되었다.

## 개요
1988년 2월 19일 KBS 2TV 《젊음의 행진》에 출연하면서 이름이 알려졌다. 히트곡으로 <초대받은 아침>이 있으며, <매일 매일 기다려>는 2001년 8월 18일 SBS '메모리스'의 '리메이크 스페셜'에서 소찬휘가 부르기도 했다.

## 앨범
- 1988.11.10. [티삼스] 정규앨범 《티삼스》 발매 (장르: 락) - 수록곡 <초대 받은 아침>,<슬픔은 더해가고>,<세발 자전거>,<삼봉이와 춘팔이>,<지난 여름>,<창가에서>,<꽃과 비와 나>,<Rock의 세계로>,<우리는 하나>,<매일 매일 기다려>

## 수상
- 1987년 제8회 강변가요제 동상 및 가창상

## 방송
- KBS 2TV 《젊음의 행진》 - 1988년 2월 3주(19880219)